# ムタ
ムタ（Muta, ドイツ語：Hohenmauten）は、スロベニアの市である。